# 美國職業棒球小聯盟
美國職業棒球小聯盟（英語：Minor League Baseball, MiLB），簡稱美國職棒小聯盟或小聯盟，是美國職業棒球的一種等級制度以及傘狀組織，依附於美國職棒大聯盟之下並設立各個等級，由獨立的商業組織所經營，此制度提供美國及來自世界各國的旅美棒球選手發展機會，並為大聯盟賽事做好準備。
小聯盟底下大多數球隊與組織，皆為原國家職業棒球聯盟協會（National Association of Professional Baseball Leagues, NAPBL）成員，由美國職棒大聯盟主席管理，並分成數個附屬聯盟。美國境內仍有數個獨立棒球聯盟，這些聯盟與美國職棒大聯盟沒有任何正式關連，但有些聯盟與大聯盟為合作夥伴關係，大聯盟球團可從這些聯盟中吸收球員。
2021年起，美國職棒小聯盟共有11個與大聯盟有關係的附屬聯盟，共計120支有自主經營權的球隊，分布於美國及加拿大的大、中、小型城市；此外還有3個附屬於大聯盟的新人聯盟，共計86支球隊，分布於亞利桑那州、佛羅里達州及多明尼加共和國，這些球隊沒有自主經營權，而是由大聯盟球隊直接擁有。
2020年小聯盟球季，起初因COVID-19爆發而決議延期，直至6月30日決定取消。自從1901年國家職業棒球聯盟協會建立以來，直至2019年止，小聯盟年年都有賽季進行。2021年起，小聯盟恢復正常賽季，但開季時間將從4月延後到5月。

## 現行系統

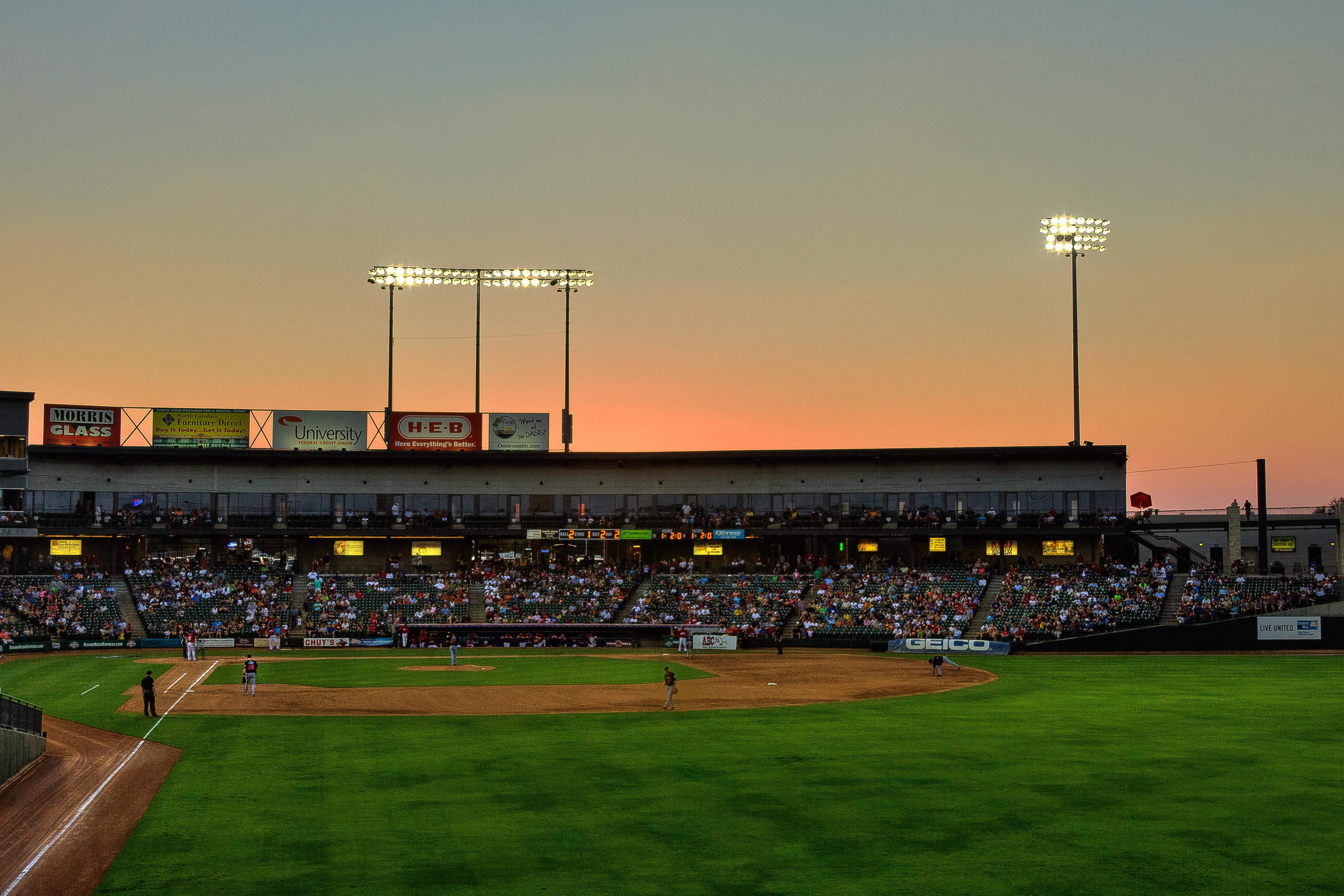
圓石城快車主場戴爾球場的三壘側看台

2021年起，小聯盟分級系統將其球隊與附屬聯盟分成4個等級，包含3A（Triple-A, AAA）、2A（Double-A, AA）、高階1A（High-A, A+）及1A（Single-A, A, Low-A）。大聯盟還管轄了3個新人聯盟，包含亞利桑那基地聯盟、佛羅里達基地聯盟及多明尼加夏季聯盟。
大多數2A以下的附屬聯盟會採取半季制度，也就是在上半季結束時重置排名，而上下半季的冠軍有資格參與季後賽。由於這些附屬聯盟的球員在球季中會出現大量失誤，因此該制度可以讓球隊在球季中保有一定的競爭力。
自2022年起，3A每年將會打150場比賽，2A是138場，高階1A和1A則都是132場。

### 3A

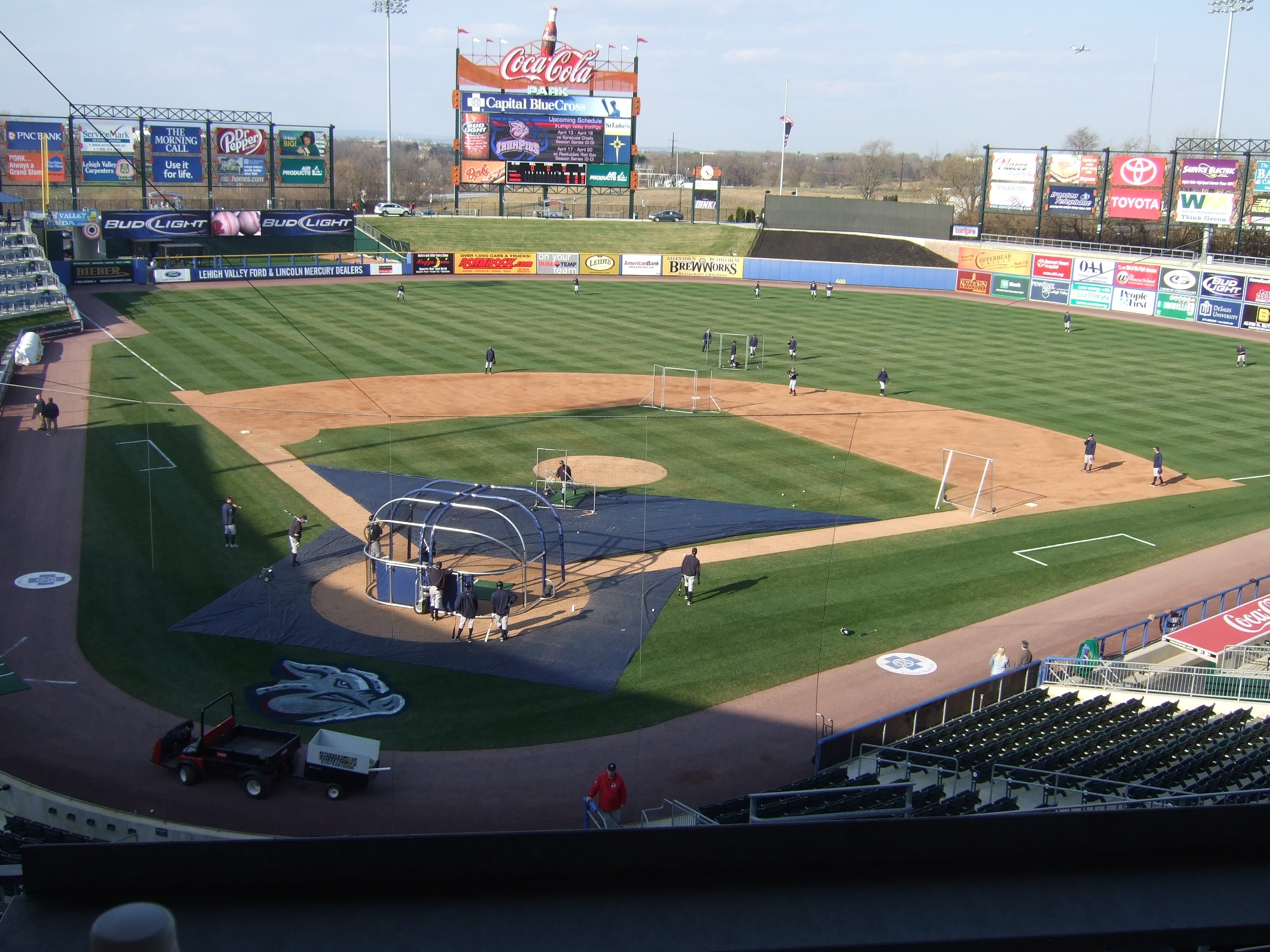
費城費城人所屬3A球隊雷海山谷鐵豬的主場可口可樂公園，位於賓州阿倫敦。

本級目前包含2個附屬聯盟：國際聯盟與太平洋岸聯盟，分別代表美國東部與西部的球隊。在20世紀大多數時期，本級還包含代表中西部球隊的美國協會聯盟，但該聯盟已於1997年解散，旗下的球隊被剩餘的兩個聯盟吸收，成為當時3A等級改組的一部分。
3A球隊的球員組成有年輕球員，也有資深球員，當中包含大聯盟40人名單當中無法參與大聯盟的15名球員。每年9月1日大聯盟球隊名單擴編後，會邀請在3A球隊的大聯盟40人名單球員加入大聯盟球隊，除非3A球隊取得季後賽資格，則會等到3A季後賽賽事結束之後再行邀請這些球員參與。對於有爭奪季後賽資格的大聯盟球隊，這種安排可以及時補充有實戰經驗的球員；對於無緣季後賽的大聯盟球隊，則可以評估二線球員在大聯盟比賽當中的表現。部分球員是所謂的「職業小聯盟球員」，他們的球技成長已經停滯，除非作為臨時替補，否則不太可能晉升到大聯盟。部分外國資深職業球員，通常具有豐富的棒球經驗，但被認為實力尚不足登上大聯盟者，就會被安排在本級開始；而他們被寄予厚望能在賽季結束時升上大聯盟，因為他們的薪資比潛力新秀還高。
與其他等級的競賽型態不同，3A等級中的兩個附屬聯盟於1988年開始，每年皆會舉辦3A明星賽。另外一個跨聯盟賽事則於2006年起每年舉辦的3A棒球國家冠軍賽，由國際聯盟與太平洋岸聯盟冠軍球隊對決，決定3A等級的總冠軍。在該賽事之前，3A等級也曾舉辦過多場次總冠軍賽，例如初級世界大賽。
此外，鄰國墨西哥的墨西哥棒球聯盟也歸評為實力水準等同3A等級，但其為獨立運作之職棒聯盟，與大聯盟之間沒有簽訂合作關係，不過墨聯與美職間球員流動相當頻繁。

### 2A
本級包含3個附屬聯盟：東方聯盟、南方聯盟及德克薩斯聯盟。部分球員會從本級直接升上大聯盟，有別於3A球隊會參雜小聯盟與大聯盟老將，2A以下之球隊通常多為年輕球員，不過也由於3A的水準較難掌握，一般認為2A是真正能評定新人水準的層級，而2A對小聯盟選手而言通常也是最大的關卡。

### 高階1A
本級也被寫作A+，包含南大西洋聯盟、西北聯盟與中西聯盟。通常小聯盟球員第二次晉級時會進入本級，除了少數頂級首輪選秀球員（尤其具備大學球隊經驗），會從本級開始。本級聯盟如同3A與2A等級一樣執行完整的季賽期，從4月直至9月上旬。過去佛州聯盟的許多球隊由大聯盟母球團直接擁有，並且也會使用他們的春訓基地。

### 1A
比高階1A略低的等級，也被稱作是低階1A，也是一個執行完全球季的等級，包含加利福尼亞聯盟、卡羅萊納聯盟以及佛州聯盟。本級混合了從新人聯盟晉升上來的球員以及有1、2年資歷的球員，也會有直接從本級起步的大物或大齡新秀。

### 新人聯盟
本級附屬聯盟的賽季類似於短期聯盟，但時間更短，從6月中旬至8月下旬或9月上旬。本級為小聯盟的最低階級，包含亞利桑那基地聯盟及佛羅里達基地聯盟兩個美國本土附屬聯盟，以及設立於國外的多明尼加夏季聯盟。
美國本土附屬聯盟球隊全季要打60場例行賽，通常也被稱為「基地聯盟」（complex league），因為這些比賽會在母球團的春訓基地舉辦。這些附屬聯盟球隊的球員包含從選秀會中選進的新進球員，他們的能力被認為還無法參與更高層級的比賽。本級附屬聯盟幾乎專門用於訓練新進球員的技巧，所屬球隊不收取門票也沒有自主經營權。
大部分大聯盟球隊只有一支基地球隊，但有些球隊球員數量較多，會將基地聯盟的球員分成兩隊；另外，由於多明尼加的球員多半是高中階段便與大聯盟球隊簽約，因此大部分的球隊都在多明尼加聯盟擁有兩支球隊。

## 2021年重組
2019年10月，《棒球美國》報導，大聯盟將會提案對小聯盟進行重大更動，執行時間點會在2020年球季大小聯盟合約關係終止以後。
大聯盟官方目前已宣布將實施下列變革：
- 大聯盟選秀將移至7月，成為美國職棒大聯盟明星賽系列活動，選秀輪次從40輪降至20輪[11]。
- 大聯盟將會組織一個選秀聯盟，作為預期會參與大聯盟選秀（英语：Major League Baseball draft）球員的「展示聯盟」，預計會在夏季進行每隊68場、共計204場比賽。該聯盟將由4隊原紐約-賓州聯盟（英语：New York–Penn League）球隊、1隊原東方聯盟球隊及1隊原卡羅萊納聯盟球隊共計6隊組成，預計在2021年5月開打[12]。
- 小聯盟球隊總數，不包含由大聯盟直接管理的新人聯盟，將從160隊降至120隊。短期1A及高階新人聯盟將會從小聯盟體系移除。
- 短期1A的紐約-賓州聯盟（英语：New York–Penn League）結束營運，剩下的10支球隊有些成為小聯盟其他層級球隊，有些則轉投獨立聯盟，亦有球隊直接解散[13]。
- 高階新人聯盟的阿帕拉契聯盟（英语：Appalachian League）轉型為招收大學一至二年級的學院夏季棒球聯盟（英语：Collegiate summer baseball）[14]。
- 高階新人聯盟的先鋒聯盟（英语：Pioneer League (baseball)）及獨立聯盟邊疆聯盟（英语：Frontier League）、美國職棒協會（英语：American Association of Professional Baseball）及大西洋職棒聯盟（英语：Atlantic League of Professional Baseball）將成為大聯盟夥伴聯盟，大聯盟球團可以直接將這些聯盟的球員拉拔進入球團的附屬球隊[15]。
- 聖保羅聖徒（英语：St. Paul Saints）、糖地蚊子（英语：Sugar Land Skeeters）及薩默塞特愛國者（英语：Somerset Patriots）等3支原獨立聯盟球隊將加入小聯盟。糖地蚊子宣布成為休士頓太空人的3A球隊，聖保羅聖徒成為明尼蘇達雙城的3A球隊，薩默塞特愛國者成為紐約洋基的2A球隊。
- 2A以下之球隊，每年比賽場次將縮減至120場。

### 提案細節
大聯盟最初的重組規劃包括：
- 目前共計160支小聯盟球隊，將會減少至120隊（不計入春訓基地為主的亞利桑納聯盟及灣岸聯盟，這些球隊直屬於大聯盟）。與此同時，除了基地聯盟之外，將會裁撤短期1A及高階新人聯盟階段。
- 此提案也將目前位於獨立聯盟的兩支球隊（聖保羅聖徒（英语：St. Paul Saints）及糖地蚊子（英语：Sugar Land Skeeters））納入小聯盟。
- 大聯盟將會實質主導所有小聯盟球隊與大聯盟球團的聯繫作業，由目前的2年合約改為長期協議。
- 小聯盟的附屬聯盟將會依據地理關連性進行重組。剩下來的球隊分級也會重新編定。
- 大聯盟選秀（英语：Major League Baseball draft）將會移動至學院世界大賽（英语：College World Series）之後舉辦，並且將選秀輪次從40輪降低至20至25輪。
- 大聯盟提議建立一個「夢想聯盟」（Dream League，暫訂），由大聯盟與小聯盟共同管理，球員主體為沒被選秀會選中的球員。從小聯盟附屬體系裁撤的球隊將會成為夢想聯盟的球隊；由於經營上述聯盟的費用預期會增加，將可能會成為短期1A及高階新人聯盟裁撤後球隊參與的阻力，尤其是阿帕拉契聯盟及先鋒聯盟的球隊。為此，大聯盟鼓勵這些球隊，建立一個由大聯盟贊助的夏季業餘木棒聯盟（英语：Collegiate summer baseball）。
- 大聯盟球團將會被規定只能經營5支美國及加拿大範圍內的小聯盟球隊，包含4支完整球季的球隊，以及1支基地新人聯盟球隊。每支大聯盟球隊也被限制只能簽約150-200名小聯盟球員。

## 獨立棒球聯盟

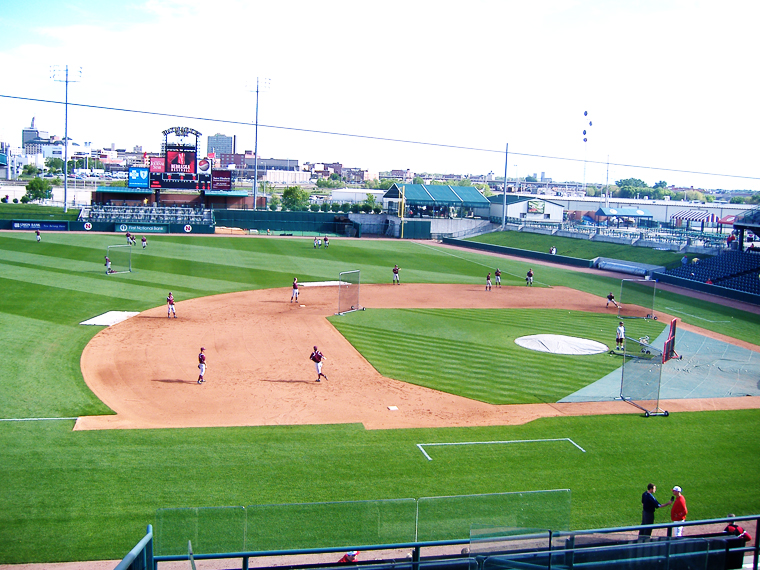
獨立聯盟美國職棒協會林肯鹽狗位於內布拉斯加州林肯的主場乾草市場公園

獨立聯盟指的是設立於加拿大與美國，不隸屬於小聯盟與大聯盟的職業棒球聯盟。獨立棒球聯盟及球隊在20世紀初即已存在，並於1993年變得更為蓬勃。
1902年以前，美國的棒球聯盟大多為自主經營，而此時大多數聯盟加入了國家職業棒球聯盟協會。從該年度開始直到1915年，共有8個新舊聯盟仍維持獨立狀態。大多數聯盟在維持一個球季的獨立經營後，加入了國家職棒聯盟。最著名的例外是加利福尼亞聯盟，於1902年以及1907至1909年維持獨立運作；美國棒球聯盟於1912年球季的獨立運作期間倒閉；而曾經隸屬於國家職棒聯盟的殖民地聯盟（Colonial League）曾於1915年獨立運作但隨後也倒閉了。

## 附屬於大聯盟球隊的球隊
| 3A  | 3A           | 2A | 2A           | 高階1A | 高階1A       | 1A  | 1A             |
| --- | ------------ | -- | ------------ | ------ | ------------ | --- | -------------- |
| IL  | 國際聯盟     | EL | 東方聯盟     | SAL    | 南大西洋聯盟 | FSL | 佛州聯盟       |
| PCL | 太平洋岸聯盟 | SL | 南方聯盟     | NWL    | 西北聯盟     | CAL | 加利福尼亞聯盟 |
| —   | —            | TL | 德克薩斯聯盟 | MWL    | 中西聯盟     | CAR | 卡羅萊納聯盟   |

| 東區     | 巴爾的摩金鶯   | 諾佛克潮汐IL                     | 包威灣襪EL         | 亞伯丁鐵鳥SAL         | 戴瑪瓦濱鳥CAR       |
| 東區     | 波士頓紅襪     | 波塔基特紅襪IL                   | 波特蘭海狗EL       | 格林維爾驅動SAL       | 塞勒姆紅襪CAR       |
| 東區     | 紐約洋基       | 史克蘭頓/威爾克斯-巴里鐵道騎士IL | 薩默塞特愛國者EL   | 哈德森谷叛徒SAL       | 坦帕大海鰱FSL       |
| 東區     | 坦帕灣光芒     | 達勒姆公牛IL                     | 蒙哥馬利餅乾SL     | 鮑靈格林改裝車SAL     | 查爾斯頓河狗CAR     |
| 東區     | 多倫多藍鳥     | 水牛城野牛IL                     | 新罕布夏漁貂EL     | 溫哥華加拿大人NWL     | 頓尼丁藍鳥FSL       |
| 中區     | 芝加哥白襪     | 夏洛特騎士IL                     | 伯明罕男爵SL       | 溫斯頓-蕯勒姆衝刺SAL  | 坎那波利斯大砲手CAR |
| 中區     | 克里夫蘭守護者 | 哥倫布快帆IL                     | 阿克倫橡皮鴨EL     | 湖郡船長MWL           | 林奇堡山貓CAR       |
| 中區     | 底特律老虎     | 托利多泥母雞IL                   | 伊瑞海狼EL         | 西密西根白帽MWL       | 湖地飛虎FSL         |
| 中區     | 堪薩斯城皇家   | 奧瑪哈追風人IL                   | 西北阿肯色自然TL   | 四聯市河盜MWL         | 哥倫比亞螢火蟲CAR   |
| 中區     | 明尼蘇達雙城   | 聖保羅聖徒IL                     | 威奇塔風浪TL       | 洋杉激流麥粒MWL       | 麥爾斯堡巨肌FSL     |
| 西區     | 休士頓太空人   | 糖地蚊子PCL                      | 基督聖體鐵勾TL     | 阿什維爾旅客SAL       | 費耶特維爾啄木鳥CAR |
| 西區     | 洛杉磯天使     | 鹽湖城蜜蜂PCL                    | 火箭市垃圾貓熊SL   | 三城沙塵暴NWL         | 內陸帝國66人CAL     |
| 西區     | 奧克蘭運動家   | 拉斯維加斯飛行者PCL              | 中土搖滾獵犬TL     | 蘭辛栗子MWL           | 斯托克頓港口CAL     |
| 西區     | 西雅圖水手     | 塔科瑪雨山PCL                    | 阿肯色旅行者TL     | 艾佛瑞特水色襪NWL     | 莫德斯托樫果CAL     |
| 西區     | 德州遊騎兵     | 圓石城快車PCL                    | 佛瑞斯柯粗暴騎士TL | 希科里螯蝦SAL         | 東方木鴨CAR         |
| 國家聯盟 |                |                                  |                    |                       |                     |
| 東區     | 亞特蘭大勇士   | 關涅特鱸魚IL                     | 密西西比勇士SL     | 羅馬勇士SAL           | 奧古斯塔綠夾克CAR   |
| 東區     | 邁阿密馬林魚   | 傑克孫維巨蝦IL                   | 鵬薩柯拉藍瓦虎斯SL | 貝洛伊特笛鯛MWL       | 丘比特榔頭FSL       |
| 東區     | 紐約大都會     | 雪城大都會IL                     | 賓漢頓隆隆小馬EL   | 布魯克林旋風SAL       | 聖路西大都會FSL     |
| 東區     | 費城費城人     | 雷海山谷鐵豬IL                   | 雷丁格鬥費城人EL   | 澤西海岸藍螯蝦SAL     | 清水長尾鮫FSL       |
| 東區     | 華盛頓國民     | 羅徹斯特紅翼IL                   | 哈里斯堡參議員EL   | 威明頓藍岩SAL         | 腓特烈斯堡國民CAR   |
| 中區     | 芝加哥小熊     | 愛荷華小熊IL                     | 諾克斯維爾大煙山SL | 南灣小熊MWL           | 香桃木海岸鵜鶘CAR   |
| 中區     | 辛辛那提紅人   | 路易維爾蝙蝠IL                   | 查塔努加觀景峰SL   | 戴頓龍MWL             | 戴托那海龜FSL       |
| 中區     | 密爾瓦基釀酒人 | 納許維爾天籟IL                   | 比洛克西剝殼器SL   | 威斯康辛木紋響尾蛇MWL | 卡羅萊納鯰魚CAR     |
| 中區     | 匹茲堡海盜     | 印地安那波利斯印地安人IL         | 阿爾圖那曲球EL     | 格林斯波羅蚱蜢SAL     | 布雷登頓掠奪者FSL   |
| 中區     | 聖路易紅雀     | 曼菲斯紅鳥IL                     | 春田紅雀TL         | 皮奧利亞首領MWL       | 棕梠攤紅雀FSL       |
| 西區     | 亞利桑那響尾蛇 | 雷諾王牌PCL                      | 阿馬里洛土撥鼠TL   | 希爾斯波羅蛇麻草NWL   | 維薩利亞生皮鞭CAL   |
| 西區     | 科羅拉多落磯   | 阿布奎基同位素PCL                | 哈特福山羊EL       | 史伯坎印地安人NWL     | 佛雷斯諾灰熊CAL     |
| 西區     | 洛杉磯道奇     | 奧克拉荷馬市道奇PCL              | 土桑鑽孔機TL       | 五大湖潛鳥MWL         | 倫秋庫卡蒙佳地震CAL |
| 西區     | 聖地牙哥教士   | 艾爾帕索吉娃娃PCL                | 聖安東尼奧使徒TL   | 韋恩堡錫帽MWL         | 艾辛諾湖風暴CAL     |
| 西區     | 舊金山巨人     | 沙加緬度河貓PCL                  | 李奇蒙飛鼠EL       | 尤金翠玉NWL           | 聖荷西巨人CAL       |

## 外部連結
- 小聯盟官方網頁 （页面存档备份，存于）（英文）
- 美國職業棒球小聯盟在台灣棒球維基館上的頁面（繁體中文）